# Yang Cuiping
Yang Cuiping (en chino: 楊翠萍; Yulin, 4 de octubre de 1981) es una deportista china que compitió en remo.
Ganó una medalla de bronce en el Campeonato Mundial de Remo de 2002, en la prueba de cuatro sin timonel. Participó en los Juegos Olímpicos de Atenas 2004, ocupando el cuarto lugar en la prueba de ocho con timonel.

## Palmarés internacional
| Campeonato Mundial | Campeonato Mundial | Campeonato Mundial | Campeonato Mundial |
| Año                | Lugar              | Medalla            | Prueba             |
| ------------------ | ------------------ | ------------------ | ------------------ |
| 2002               | Sevilla (España)   | Medalla de bronce  | Cuatro sin timonel |